# 伯尼島
伯尼島是太平洋島國基里巴斯的珊瑚島，屬於鳳凰群島的一部分，位於阿巴里靈阿環礁東南約100公里，長1.2公里、寬0.5公里，面積0.2平方公里，每年平均降雨量600至800毫米。
03°35′S 171°33′W / 3.583°S 171.550°W

## 外部連結
- Wildlife Sanctuary information
- More information and history（页面存档备份，存于）